# المعهد البريطاني الأمريكي
كان المعهد البريطاني الأمريكي للعلوم والصناعة مدرسة بدأت في عام 1842 من قبل جوسايا هينسون بالقرب من دريسدن، المنطقة الغربية، غرب كندا والمقاطعة الكندية كجزء من مستوطنة داون، جماعة العبيد الفارين الذين هربوا إلى كندا. كان المعهد مدرسة لجميع فئات الأعمار مصممة لتوفير التعليم العام وتدريب المعلمين. كما كانت المدرسة للأعمال اليدوية لفترة قصيرة. تم الاستِيلاء عليها من قبل الجمعية البريطانية والأجنبية المناهضة للعبودية في عام 1849. أغلقت المدرسة عام 1868. موقع المدرسة اليوم مشمول مع موقع كوخ العم توم التاريخي.